# خانه سید ذبیح‌الله ندافی
خانه آقای سید ذبیح‌الله ندافی مربوط به دوره معاصر است و در شهرستان فومن، شهرک ماسوله واقع شده و این اثر در تاریخ ۲۵ اسفند ۱۳۸۰ با شمارهٔ ثبت ۵۳۲۸ به‌عنوان یکی از آثار ملی ایران به ثبت رسیده است.